# Solanes de Cal Negre

Les Solanes de Cal Negre, respecte del terme d'Abella de la Conca

La Solana de Cal Negre, és una solana del terme municipal d'Abella de la Conca, a la comarca del Pallars Jussà, en territori del poble de la Rua.
Estan situades a llevant de Cal Curt, al capdamunt d'un dels barrancs que conflueixen en la Rasa del Coll d'Espina. És a llevant del coll anomenat Coll d'Espina i a ponent del cap de vall que forma el paratge de lo Coll d'Espina. Sota i a llevant d'aquesta solana hi ha el Solà del Perot.

## Etimologia
El nom d'aquestes solanes es deu a la propietat a la qual pertanyien. És, doncs, un topònim romànic modern de caràcter descriptiu.